# Зимске параолимпијске игре 1992.
Зимске параолимпијске игре 1992 ( фр. Jeux paralympiques d'hiver de 1992 ) биле су пете зимске параолимпијске игре . Биле су то прве зимске параолимпијске игре које су прослављене уз сарадњу Међународног олимпијског комитета . То су такође биле прве Параолимпијске игре или Зимски параспортски догађај одржан у Француској. Одржане су у летовалишту Тињ као место подршке главног града домаћина Албертвила, Француска, од 25. марта до 1. априла 1992. године. По први пут су одржане показне манифестације у алпском и нордијском скијању за спортисте са интелектуалним тешкоћама и биатлону за спортисте са оштећењем вида .

## Спортови
Игре су се састојале од 79 такмичења у три дисциплине по два спорта. 
- Алпско скијање
- Нордијско скијање
  - Биатлон
  - Скијашко трчање